# Amtsgericht Moringen

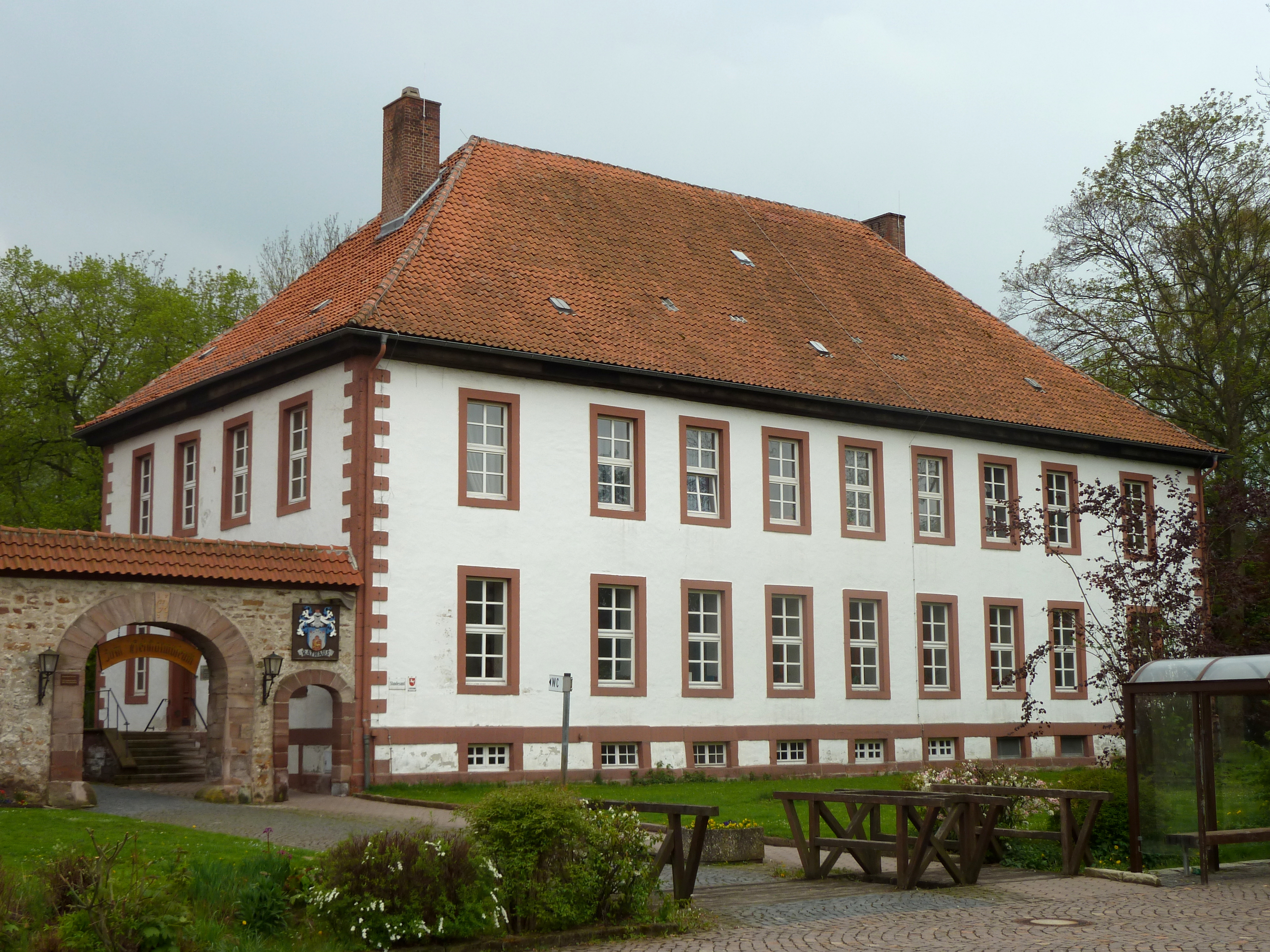
Amtsgerichtsgebäude, heute Rathaus (2010)

Das Amtsgericht Moringen war ein Gericht der ordentlichen Gerichtsbarkeit in Moringen.

## Geschichte
Nach der Revolution von 1848 wurde im Königreich Hannover die Rechtsprechung von der Verwaltung getrennt und die Patrimonialgerichtsbarkeit abgeschafft.
Das Amtsgericht wurde daraufhin mit der Verordnung vom 7. August 1852 die Bildung der Amtsgerichte und unteren Verwaltungsbehörden betreffend als königlich hannoversches Amtsgericht gegründet. Es umfasste die Stadt Moringen und Teile des Amtes Moringen. Das Amtsgericht war dem Obergericht Göttingen untergeordnet. Es wurde 1859 aufgehoben und sein Gerichtsbezirk dem des Amtsgerichtes Northeim zugeordnet. Das Gericht wurde aber wieder errichtet. Mit der Annexion Hannovers durch Preußen wurde das Gericht 1866 zum königlich preußischen Landgericht. Mit Wirkung zum 1. Oktober 1879 als eines von zwölf Amtsgerichten im Bezirk des Landgerichtes Göttingen im Bezirk des Oberlandesgerichtes Celle neu gebildet. Im Rahmen der Weltwirtschaftskrise wurden 60 Amtsgerichte als Folge von Sparverordnungen aufgehoben. Mit der Verordnung über die Aufhebung von Amtsgerichten vom 30. Juli 1932 wurde das Amtsgericht Moringen zum 30. September 1932 aufgehoben und sein Sprengel dem Amtsgericht Northeim zugeordnet. Gegen die Schließung dieser Amtsgerichte agitierte die NSDAP in vielen Fällen. Nach der Machtergreifung 1933 wurden mit dem Gesetz über die Wiedereinrichtung aufgehobener Amtsgerichte und die Schaffung von Zweigstellen der Amtsgerichte vom 29. August 1933 eine Reihe dieser im Vorjahr aufgehobenen Gerichte zum 1. Oktober 1933 wieder eingerichtet, darunter auch das Amtsgericht Moringen.
Es bestand noch bis 1973. Sein Gerichtsbezirk ist heute Teil desjenigen des Amtsgerichtes Northeim.

## Amtsgerichtsgebäude
Das Amtsgerichtsgebäude war das 1721 an der Stelle des Wohnturms der mittelalterlichen Burg erbaute Amtshaus. Der Putzbau mit Eckquaderung unter Walmdach wird seit 1975 als Rathaus genutzt und steht unter Denkmalschutz.

## Richter
- Franz Steinmetz (1949 bis 1968)
- Albrecht Krieter (1969 bis 1973)